# Idræts Forening Stadion Håndbold
L'Idræts Forening Stadion Håndbold è una squadra di pallamano maschile danese con sede a Copenaghen.

## Palmarès

### Titoli nazionali
- Campionato danese: 2
1971-72, 1972-73.